# Castle Bloody

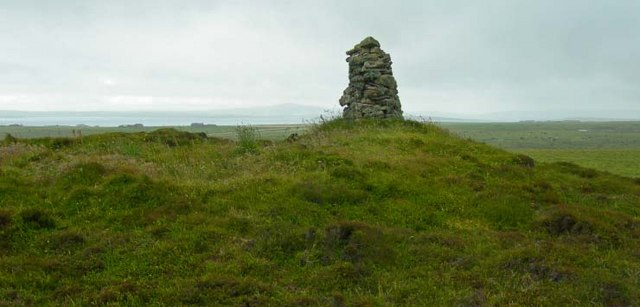
Castle Bloody - a construção em pedra não faz parte do souterrain

Castle Bloody é uma característica pré-histórica na ilha de Shapinsay, Orkney, na Escócia. Hogan observa que, embora a feição seja marcada como um monte com câmaras no mapa do UK Ordnance Survey, a estrutura é mais adequada e especificamente classificada como souterrain ou casa de terra. Um pouco ao norte está localizada a histórica Capela Linton, em ruínas.
É protegido como um monumento marcado.